# 오야궤
오야궤(스페인어: Ollagüe)는 칠레 안토파가스타 주 엘로아 현의 코무나이다.